# Лауреаты Премии Правительства Российской Федерации в области науки и техники (2003)
Лауреаты Премии Правительства Российской Федерации в области науки и техники 2003 года — перечень награждённых  правительственной наградой Российской Федерации, присужденной за достижения в науке и технике в 2003 году.
По Постановлению от 10 марта 2000 года № 211 максимальный размер премий Правительства Российской Федерации в области науки и техники ограничивался в сумме 4500-кратного определённого законом минимального размера оплаты труда. Размер премии, выплачиваемой каждому лауреату, ограничивался 300-кратным определённым законом минимальным размером оплаты труда.
Лауреаты определены Постановлением Правительства от 16 февраля 2004 года № 85 по предложению Совета по присуждению премий Правительства Российской Федерации в области науки и техники.

## Легенда
Приводятся данные по премированной работе; фамилии лауреатов, их должность и место работы; номер абзаца в Постановлении

## Лауреаты
| номер | Лауреаты | Премированная работа |
| ----- | --- | --- |
| 1.    | Волкову Эдуарду Петровичу, члену-корреспонденту Российской академии наук, исполнительному директору акционерного общества «Энергетический институт имени Г. М. Кржижановского», руководителю работы, Баринову Валентину Александровичу, доктору технических наук, заведующему отделением того же акционерного общества; Жукову Василию Владимировичу, доктору технических наук, директору института электроэнергетики государственного образовательного учреждения высшего профессионального образования «Московский энергетический институт (технический университет)», Виссарионову Владимиру Ивановичу, доктору технических наук, Старшинову Владимиру Алексеевичу, кандидату технических наук, заведующим кафедрами, Неклепаеву Борису Николаевичу, Строеву Владимиру Андреевичу, Фокину Юрию Александровичу, докторам технических наук, профессорам, — работникам того же учреждения; Горюнову Игорю Тимофеевичу, кандидату технических наук, первому заместителю генерального директора — главному инженеру акционерного общества энергетики и электрификации «Мосэнерго»; Данилевичу Янушу Брониславовичу, академику, директору государственного учреждения «Отдел электроэнергетических проблем» Российской академии наук; Ковалеву Виктору Дмитриевичу, доктору технических наук, генеральному директору государственного научного центра Российской Федерации — государственного унитарного предприятия «Всероссийский электротехнический институт имени В. И. Ленина»; Кучерову Юрию Николаевичу, доктору технических наук, начальнику департамента акционерного общества «Федеральная сетевая компания Единой энергетической системы»; Решетову Виктору Ивановичу, кандидату технических наук, советнику председателя правления Российского акционерного общества энергетики и электрификации «ЕЭС России»; Никитину Олегу Александровичу, кандидату технических наук (посмертно) | за разработку и внедрение новых методов и технических средств для обеспечения оптимального функционирования и развития сложных энергосистем |
| 2.    | Резинских Владимиру Федоровичу, доктору технических наук, заместителю исполнительного директора акционерного общества «Всероссийский теплотехнический научно-исследовательский институт», руководителю работы, Злепко Виктору Федоровичу, кандидату технических наук, ведущему научному сотруднику, Хромченко Феликсу Афанасьевичу, доктору технических наук, заведующему лабораторией, Швецовой Татьяне Алексеевне, старшему научному сотруднику, — работникам того же акционерного общества; Антикайну Петру Андреевичу, доктору технических наук, заведующему отделом федерального государственного унитарного предприятия «Всероссийский научно-исследовательский и проектно-конструкторский институт атомного энергетического машиностроения»; Гусеву Виктору Владимировичу, кандидату технических наук, главному специалисту Российского акционерного общества энергетики и электрификации «ЕЭС России»; Дитяшеву Борису Дмитриевичу, кандидату технических наук, начальнику центра акционерного общества «Фирма по наладке, совершенствованию технологии и эксплуатации электростанций и сетей ОРГРЭС»; Должанскому Павлу Рувимовичу, кандидату технических наук, начальнику лаборатории Центрального ремонтно-механического завода — филиала акционерного общества энергетики и электрификации «Мосэнерго», Камневу Валерию Ивановичу, кандидату технических наук, директору Опытного завода средств автоматизации и приборов — филиала того же акционерного общества; Зислину Григорию Семеновичу, кандидату технических наук, генеральному директору акционерного общества «Прочность МК»; Немировскому Николаю Федоровичу, заместителю генерального директора акционерного общества «Инженерный центр Единой энергетической системы»; Осмакову Владимиру Николаевичу, кандидату технических наук, главному специалисту акционерного общества "Инжиниринговая компания «Кварц»; Петрене Юрию Кириловичу, доктору физико-математических наук, генеральному директору акционерного общества «Научно-производственное объединение по исследованию и проектированию энергетического оборудования имени И. И. Ползунова»; Хапонену Николаю Андреевичу, заместителю начальника управления Федерального горного и промышленного надзора России | за разработку и промышленное внедрение ресурсосберегающих комплексных технологий по восстановительной термической обработке паропроводных систем на тепловых электростанциях, обеспечивающих увеличение срока безопасной эксплуатации                                                                              |
| 3.    | Демирчяну Камо Сероповичу, академику, главному научному сотруднику государственного учреждения «Институт высоких температур» Российской академии наук, руководителю работы; Акопяну Акопу Георгиевичу, генеральному директору акционерного общества "Раменский электротехнический завод «Энергия», Базылеву Борису Ивановичу, кандидату технических наук, начальнику бюро того же акционерного общества; Брянцеву Александру Михайловичу, доктору технических наук, генеральному директору акционерного общества «Электрические управляемые реакторы», Брянцеву Михаилу Александровичу, инженеру, Маклецовой Елене Евгеньевне, кандидату физико-математических наук, заместителю генерального директора, — работникам того же акционерного общества; Долгополову Андрею Геннадьевичу, доктору технических наук, директору научно-инженерного центра государственного научного центра Российской Федерации — государственного унитарного предприятия «Всероссийский электротехнический институт имени В. И. Ленина», Лурье Александру Иосифовичу, кандидату технических наук, ведущему научному сотруднику, Панибратцу Анатолию Николаевичу, кандидату технических наук, первому заместителю генерального директора, — работникам того же государственного научного центра Российской Федерации; Долгополову Сергею Геннадьевичу, Зайцеву Анатолию Ивановичу, ведущим инженерам общества с ограниченной ответственностью «Энергия — Т»; Евдокунину Георгию Анатольевичу, доктору технических наук, профессору государственного образовательного учреждения высшего профессионального образования «Санкт-Петербургский государственный политехнический университет»; Липатову Юрию Александровичу, кандидату экономических наук, заместителю председателя Комитета Государственной Думы по энергетике, транспорту и связи | за разработку, освоение серийного производства и организацию эксплуатации дугогасящих реакторов, управляемых подмагничиванием |
| 4.    | Панченко Владиславу Яковлевичу, члену-корреспонденту Российской академии наук, директору государственного учреждения «Институт проблем лазерных и информационных технологий» Российской академии наук, руководителю работы, Евсееву Александру Викторовичу, кандидату физико-математических наук, Коцюбе Евгению Васильевичу, заведующим лабораториями, Камаеву Сергею Валентиновичу, Новикову Михаилу Михайловичу, научным сотрудникам, — работникам того же учреждения; Гуляеву Михаилу Юрьевичу, коммерческому директору акционерного общества «ТоксСофт», Ревякину Андрею Павловичу, кандидату физико-математических наук, главному эксперту, Хазарадзе Теймуразу Отаровичу, генеральному директору, — работникам того же акционерного общества; Дворниковой Елене Витальевне, руководителю отдела общества с ограниченной ответственностью "Компания «Цефей», Хохловой Марине Николаевне, финансовому директору того же общества; Кузнецову Юрию Геннадьевичу, заместителю начальника службы акционерного общества «Мобильные ТелеСистемы»; Нечипоренко Владимиру Павловичу, кандидату технических наук, руководителю департамента Министерства промышленности, науки и технологий Российской Федерации; Скорнякову Владимиру Ильичу, доктору технических наук, первому вице-президенту акционерного общества «СУАЛ-холдинг»; Соловей Елене Борисовне, исполнительному директору общества с ограниченной ответственностью «ИТ-экспо», Федорову Кириллу Александровичу, директору по развитию того же общества | за исследование, разработку и внедрение в промышленность комплексной системы автоматизации предприятия на базе современных информационных технологий |
| 5.    | Левчуку Сергею Анатольевичу, кандидату физико-математических наук, генеральному директору акционерного общества «АРГУС-СПЕКТР», руководителю работы, Галахову Василию Александровичу, Петрову Андрею Юрьевичу, кандидатам технических наук, Дибковой Вере Александровне, начальникам отделов, Кравцову Игорю Алексеевичу, кандидату физико-математических наук, начальнику производства, Малышеву Виктору Михайловичу, кандидату физико-математических наук, главному специалисту, Мещерякову Александру Владимировичу, кандидату технических наук, заместителю генерального директора, — работникам того же акционерного общества; Богданову Алексею Валентиновичу, заместителю директора Государственного Эрмитажа; Зайцеву Алексею Геннадьевичу, заместителю начальника государственного учреждения «Научно-исследовательский центр „Охрана“ Главного управления вневедомственной охраны Министерства внутренних дел Российской Федерации»; Зыкову Владимиру Ивановичу, доктору технических наук, начальнику кафедры государственного образовательного учреждения высшего профессионального образования «[[Академия Государственной противопожарной службы Министерства Российской Федерации по делам гражданской обороны, чрезвычайным ситуациям и ликвидации последствий стихийных бедствий]]»; Кокшину Владимиру Васильевичу, генеральному директору акционерного общества «АРГУС-СПЕКТР М»; Любимову Михаилу Митрофановичу, президенту некоммерческой организации "Международная ассоциация «Системсервис»; Пивченко Виктору Александровичу, заместителю начальника Главного управления вневедомственной охраны Министерства внутренних дел Российской Федерации; Соловьеву Сергею Владимировичу, генеральному директору акционерного общества «Системы контроля доступа» | за создание и внедрение комплекса технических средств охранной и пожарной сигнализации на основе новых технологий |
| 6.    | Тодуа Павлу Андреевичу, доктору физико-математических наук, директору федерального государственного унитарного предприятия «Научно-исследовательский центр по изучению свойств поверхности и вакуума», руководителю работы, Желкобаеву Жумабеку, ведущему инженеру, Календину Владимиру Валерьяновичу, кандидату физико-математических наук, заместителю директора, Чернякову Виктору Николаевичу, кандидату физико-математических наук, старшему научному сотруднику, — работникам того же предприятия; Быкову Виктору Александровичу, доктору технических наук, генеральному директору акционерного общества «НТ-МДТ», Саунину Сергею Алексеевичу, кандидату физико-математических наук, заместителю генерального директора того же акционерного общества; Волку Чеславу Петровичу, начальнику лаборатории акционерного общества "НИИ молекулярной электроники и завод «Микрон», Горневу Евгению Сергеевичу, доктору технических наук, заместителю генерального директора, Озерину Юрию Васильевичу, ведущему инженеру-технологу, Плотникову Юрию Ивановичу, кандидату технических наук, начальнику отдела, — работникам того же акционерного общества; Зыкину Леониду Мироновичу, кандидату технических наук, бывшему начальнику отдела Министерства промышленности, науки и технологий Российской Федерации; Ишанову Анатолию Борисовичу, заместителю начальника отдела войсковой части 25580 Министерства обороны Российской Федерации; Новикову Юрию Алексеевичу, доктору физико-математических наук, ведущему научному сотруднику государственного учреждения «Центр естественно-научных исследований» Института общей физики Российской академии наук, Ракову Александру Васильевичу, доктору физико-математических наук, заведующему лабораторией того же учреждения; Прохорову Александру Михайловичу, академику (посмертно) | за разработку научных и технологических основ метрологического обеспечения измерений длины в микрометровом и нанометровом диапазонах и их внедрение в микроэлектронику и нанотехнологию |
| 7.    | Пучкову Льву Александровичу, члену-корреспонденту Российской академии наук, ректору государственного образовательного учреждения высшего профессионального образования «Московский государственный горный университет», руководителю работы, Берлявскому Гаррию Павловичу, кандидату технических наук, доценту, Кантовичу Леониду Ивановичу, доктору технических наук, заведующему кафедрой, — работникам того же учреждения; Алексютину Николаю Николаевичу, бригадиру акционерного общества "Центральная обогатительная фабрика «Березовская», Прокопьеву Николаю Николаевичу, бывшему главному технологу того же акционерного общества; Канцедалову Виктору Григорьевичу, доктору технических наук, заместителю генерального директора общества с ограниченной ответственностью "Научно-производственное предприятие «Прочность»; Дьякову Анатолию Федоровичу, члену-корреспонденту Российской академии наук, председателю научно-технического совета — научному руководителю акционерного общества «Инженерный центр Единой энергетической системы»; Комащенко Виталию Ивановичу, доктору технических наук, проректору государственного образовательного учреждения высшего профессионального образования «Московский государственный геологоразведочный университет имени Серго Орджоникидзе»; Маслову Алексею Николаевичу, заместителю начальника цеха акционерного общества «Новочеркасская ГРЭС»; Тяпкину Александру Федотовичу, начальнику цеха общества с ограниченной ответственностью «Бийскэнерго»; Гетопанову Владимиру Николаевичу, доктору технических наук (посмертно) | за создание и внедрение механизированного комплекса для эффективного измельчения смерзшегося и негабаритного угольного топлива на обогатительных фабриках, тепловых электрических станциях и коксохимических заводах                                                                                               |
| 8.    | Коротееву Виктору Алексеевичу, академику, директору учреждения «Институт геологии и геохимии имени академика А. Н. Заварицкого» Уральского отделения Российской академии наук, руководителю работы, Нечеухину Виктору Михеевичу, Прокину Василию Александровичу, докторам геолого-минералогических наук, главным научным сотрудникам, Сазонову Владимиру Николаевичу, доктору геолого-минералогических наук, заведующему лабораторией, — работникам того же учреждения; Алешину Борису Михайловичу, начальнику отдела Департамента государственного контроля и перспективного развития в сфере природопользования и охраны окружающей среды Министерства природных ресурсов Российской Федерации по Уральскому федеральному округу; Золоеву Киму Карповичу, члену-корреспонденту Российской академии наук, первому заместителю генерального директора — главному геологу акционерного общества «Уральская геологосъемочная экспедиция», Попову Борису Алексеевичу, бывшему ведущему геологу того же акционерного общества; Масленникову Валерию Владимировичу, доктору геолого-минералогических наук, заместителю директора государственного научно-исследовательского учреждения «Институт минералогии Уральского отделения Российской академии наук»; Огородникову Виталию Николаевичу, доктору геолого-минералогических наук, проректору государственного образовательного учреждения высшего профессионального образования «Уральская государственная горно-геологическая академия»; Перфильеву Андрею Степановичу, доктору геолого-минералогических наук, бывшему главному научному сотруднику государственного учреждения «Геологический институт» Российской академии наук, Савельевой Галине Николаевне, доктору геолого-минералогических наук, главному научному сотруднику того же учреждения; Хрыпову Вадиму Николаевичу, заместителю директора федерального государственного учреждения «Свердловский территориальный фонд геологической информации»; Иванову Святославу Нестеровичу, Овчинникову Льву Николаевичу, членам-корреспондентам Российской академии наук, Пейве Александру Вольдемаровичу, академику (посмертно) | за создание научных основ развития рудной минерально-сырьевой базы Урала |
| 9.    | Резуненко Владимиру Ивановичу, кандидату технических наук, бывшему начальнику департамента акционерного общества «Газпром», руководителю работы, Шайхутдинову Александру Зайнетдиновичу, кандидату технических наук, заместителю начальника департамента того же акционерного общества; Асадуллину Мухамету Зуфаровичу, кандидату технических наук, главному инженеру — заместителю генерального директора общества с ограниченной ответственностью «Баштрансгаз»; Ермолаеву Александру Владимировичу, заместителю генерального директора общества с ограниченной ответственностью «Пермтрансгаз», Мостовому Анатолию Владимировичу, кандидату технических наук, главному инженеру — первому заместителю генерального директора, Чичелову Виктору Александровичу, кандидату технических наук, генеральному директору, — работникам того же общества; Кислицыну Геннадию Филипповичу, первому заместителю главного конструктора — начальнику отдела акционерного общества "Научно-производственное объединение «Искра», Мельничуку Вячеславу Григорьевичу, заместителю генерального конструктора — главному конструктору по направлению, Сакову Юрию Львовичу, первому заместителю генерального конструктора, Соколовскому Михаилу Ивановичу, члену-корреспонденту Российской академии наук, генеральному конструктору — генеральному директору, — работникам того же акционерного общества; Пыхтееву Виктору Григорьевичу, генеральному директору акционерного общества "Объединенные газопромышленные технологии «Искра-Авигаз»; Решетникову Юрию Евгеньевичу, генеральному директору акционерного общества «Пермский моторный завод»; Тихонову Сергею Ивановичу, заместителю главного конструктора акционерного общества «Авиадвигатель»; Щуровскому Владимиру Александровичу, кандидату технических наук, начальнику отдела общества с ограниченной ответственностью «Научно-исследовательский институт природных газов и газовых технологий — ВНИИГАЗ» | за создание и внедрение газоперекачивающих агрегатов серии «Урал» для компрессорных станций магистральных газопроводов |
| 10.   | Мартынову Владимиру Николаевичу, генеральному директору акционерного общества «Завод экспериментальных машин», руководителю работы; Антоненко Владимиру Петровичу, главному конструктору акционерного общества «Кунгурский машиностроительный завод», Кузнецову Николаю Ивановичу, начальнику конструкторского бюро, Попову Николаю Ивановичу, генеральному директору, Уржумову Анатолию Владимировичу, начальнику цеха, — работникам того же акционерного общества; Зарову Андрею Анатольевичу, главному инженеру акционерного общества «Блочные мобильные комплексы — Сибирь», Куракину Владимиру Ивановичу, генеральному директору того же акционерного общества; Зильбербергу Юрию Александровичу, главному конструктору общества с ограниченной ответственностью "Научно-производственная компания «РАНКО», Мартынову Сергею Николаевичу, главному технологу, Строганову Генриху Борисовичу, члену-корреспонденту Российской академии наук, Фаткуллину Олегу Хикметовичу, доктору технических наук, главным научным сотрудникам, — работникам того же общества; Кершенбауму Всеволоду Яковлевичу, доктору технических наук, заведующему кафедрой государственного образовательного учреждения высшего профессионального образования «Российский государственный университет нефти и газа имени И. М. Губкина»; Орлову Леониду Ивановичу, кандидату технических наук, генеральному директору акционерного общества "Московское специальное конструкторское бюро геофизического приборостроения и информатики «Ореол»; Сапрыкину Александру Геннадьевичу, начальнику центральной базы акционерного общества «Сургутнефтегаз», Степанову Ивану Ивановичу, ведущему инженеру — руководителю группы того же акционерного общества | за создание импортозамещающих мобильных комплексов оборудования для новых технологий ремонта скважин, интенсификации добычи нефти и повышения нефтеотдачи пластов |
| 11.   | Холмогорову Анатолию Парфильевичу, доктору технических наук, генеральному директору акционерного общества «Завод промышленных строительных деталей», руководителю работы; Васильеву Геннадию Германовичу, доктору технических наук, заведующему кафедрой государственного образовательного учреждения высшего профессионального образования «Российский государственный университет нефти и газа имени И. М. Губкина»; Иванову Игорю Алексеевичу, доктору технических наук, главному инженеру общества с ограниченной ответственностью «Сургутгазпром»; Касьянову Александру Ефимовичу, генеральному директору акционерного общества «Спецнефтегазстрой», Конюхову Юрию Петровичу, конструктору, Логвиненко Леониду Васильевичу, заместителю генерального директора, — работникам того же акционерного общества; Мазуру Ивану Ивановичу, доктору технических наук, председателю правления акционерного общества "Российское акционерное общество нефтегазового строительства «Роснефтегазстрой»; Малюгину Владимиру Павловичу, кандидату технических наук, генеральному директору акционерного общества «Тюменнефтегазстрой»; Нидзельскому Петру Васильевичу, кандидату технических наук, заместителю Министра энергетики Российской Федерации; Рублеву Виктору Алексеевичу, заведующему лабораторией акционерного общества «Сибирский научно-исследовательский и проектный институт нефтегазопромыслового строительства»; Сидорову Александру Леонидовичу, мэру г. Сургута; Торчинскому Александру Игнатьевичу, генеральному директору акционерного общества «Тюменнефтекомплектгазстрой»; Чижевскому Михаилу Владимировичу, кандидату технических наук, президенту общества с ограниченной ответственностью «Инжстройэкология»; Ярчаку Игорю Ивановичу, генеральному директору общества с ограниченной ответственностью «Востокспецнефтестрой» | за создание и внедрение новой технологии строительства трубопроводов на нефтегазовых объектах Западной и Восточной Сибири, обеспечивающей экологическую и эксплуатационную безопасность |
| 12.   | Паршину Валерию Михайловичу, кандидату технических наук, директору центра непрерывной разливки стали государственного научного центра Российской Федерации — федерального государственного унитарного предприятия «Центральный научно-исследовательский институт чёрной металлургии имени И. П. Бардина», руководителю работы, Куклеву Александру Валентиновичу, кандидату технических наук, заместителю директора центра, Шалимову Анатолию Георгиевичу, доктору технических наук, советнику генерального директора, — работникам того же государственного научного центра Российской Федерации; Айзину Юрию Моисеевичу, кандидату технических наук, заместителю генерального директора общества с ограниченной ответственностью «КОРАД», Данилову Владимиру Львовичу, доктору технических наук, главному специалисту того же общества; Бессонову Александру Васильевичу, главному конструктору машины непрерывного литья заготовок акционерного общества «ОРМЕТО-ЮУМЗ», Бойко Сергею Юрьевичу, начальнику конструкторского бюро, Луковникову Владимиру Сергеевичу, заместителю главного конструктора отдела, — работникам того же акционерного общества; Ванже Геннадию Юрьевичу, заместителю начальника цеха акционерного общества «Северсталь», Купцову Николаю Ивановичу, старшему мастеру, Савиновой Наталье Георгиевне, специалисту первой категории, — работникам того же акционерного общества; Гонтаруку Евгению Ивановичу, директору по продажам акционерного общества «Оскольский электрометаллургический комбинат», Сидорову Валерию Петровичу, начальнику цеха того же акционерного общества; Федосеенко Василию Алексеевичу, бывшему главному инженеру общества с ограниченной ответственностью «Объединение строительных материалов и бытовой техники»; Уйманову Виктору Алексеевичу (посмертно) | за разработку и внедрение отечественных технических решений для создания установок непрерывной разливки стали мирового уровня и модернизации действующих машин на предприятиях чёрной металлургии |
| 13.   | Александрову Николаю Никитьевичу, доктору технических наук, заведующему отделом государственного научного центра Российской Федерации — федерального государственного унитарного предприятия «Государственный научный центр Российской Федерации — Научно-производственное объединение по технологии машиностроения (ЦНИИТМАШ)», руководителю работы, Белякову Алексею Ивановичу, Гущину Николаю Сафоновичу, кандидатам технических наук, Ковалевичу Евгению Владимировичу, доктору технических наук, заведующим лабораториями, Куликову Василию Ивановичу, кандидату технических наук, бывшему ведущему научному сотруднику, — работникам того же центра; Андрееву Анатолию Дмитриевичу, начальнику бюро акционерного общества «Петрозаводский завод бумагоделательного машиностроения», Капилевичу Александру Натановичу, заместителю генерального директора, Сомину Валерию Зусьевичу, генеральному директору, — работникам того же акционерного общества; Беху Николаю Ивановичу, доктору технических наук, генеральному директору акционерного общества «Звезда — Энергетика»; Поддубному Анатолию Никифоровичу, доктору технических наук, техническому директору акционерного общества «Санто-холдинг», Яковлеву Анатолию Ивановичу, доктору экономических наук, генеральному директору того же акционерного общества; Щербединскому Геннадию Васильевичу, доктору физико-математических наук, главному научному сотруднику государственного научного центра Российской Федерации — федерального государственного унитарного предприятия «Центральный научно-исследовательский институт чёрной металлургии имени И. П. Бардина»; Корякову Николаю Филипповичу (посмертно) | за создание и широкое промышленное внедрение принципиально нового класса конструкционных чугунов с высокими параметрами специальных свойств |
| 14.   | Зябирову Хасяну Шарифжановичу, доктору технических наук, первому вице-президенту акционерного общества «Российские железные дороги», руководителю работы; Давыдову Владимиру Васильевичу, начальнику мастерских депо Горьковской железной дороги — филиала акционерного общества «Российские железные дороги», Мациевскому Владимиру Романовичу, начальнику службы, Рыбалко Роману Михайловичу, заместителю начальника депо, Славинскому Зиновию Михалевичу, доктору технических наук, заместителю начальника службы, Чижову Василию Алексеевичу, заместителю главного инженера, — работникам того же филиала; Левину Борису Алексеевичу, доктору технических наук, ректору государственного образовательного учреждения высшего профессионального образования «Московский государственный университет путей сообщения Министерства путей сообщения Российской Федерации»; Козлову Владимиру Витальевичу, ведущему технологу федерального государственного унитарного предприятия "Центральный научно-исследовательский институт «Буревестник», Крыжину Алексею Васильевичу, первому заместителю генерального директора, Ляпневу Евгению Алексеевичу, начальнику сектора, Мирясову Владимиру Александровичу, ведущему инженеру, Осинину Юрию Анатольевичу, главному конструктору по направлению, Рогову Анатолию Павловичу, главному конструктору, Тюленеву Александру Борисовичу, начальнику отдела, — работникам того же предприятия; Кулемину Валерию Николаевичу, кандидату технических наук, директору филиала акционерного общества «Желдорипотека» | за исследование и создание компьютерно-интегрированного комплекса для изготовления колесных пар повышенной надежности железнодорожного подвижного состава |
| 15.   | Бутусову Александру Михайловичу, бывшему главному специалисту акционерного общества «ГАЗ», Видяеву Борису Павловичу, бывшему генеральному директору — вице-президенту, Кудрявцеву Юрию Владимировичу, советнику генерального директора, Малофееву Владимиру Александровичу, бывшему заместителю главного технолога, Четверикову Владимиру Леонидовичу, главному конструктору, Чураеву Владимиру Михайловичу, заместителю генерального директора — директору по развитию, — работникам того же акционерного общества; Веденкову Виктору Григорьевичу, доктору технических наук, заместителю генерального директора акционерного общества "Научно-производственное объединение «Экран», Леонову Борису Ивановичу, доктору технических наук, генеральному директору, Невскому Дмитрию Ильичу, кандидату технических наук, заместителю генерального директора — заведующему отделом, — работникам того же акционерного общества; Акопову Вячеславу Степановичу, доктору технических наук, заведующему кафедрой государственного образовательного учреждения «Московский государственный технический университет имени Н. Э. Баумана», Щукину Сергею Игорьевичу, доктору технических наук, декану того же учреждения; Ваулину Игорю Геннадьевичу, директору общества с ограниченной ответственностью "Фирма «АМБУЛАНС-МЕД»; Рутковскому Олегу Всеволодовичу, доктору медицинских наук, главному врачу государственного учреждения здравоохранения г. Москвы «Городская клиническая больница N 1 имени Н. И. Пирогова»; Сандугею Николаю Павловичу, генеральному директору общества с ограниченной ответственностью «Самотлор-НН»; Шабарову Вячеславу Николаевичу, главному инженеру общества с ограниченной ответственностью «Завод штампов и пресс-форм» | за комплексную разработку и промышленное освоение в массовом производстве унифицированных семейств многофункциональных малотоннажных автомобилей «ГАЗель» и «Соболь», создание на их базе и внедрение в практику служб здравоохранения Российской Федерации нового поколения автомобилей скорой медицинской помощи |
| 16.   | Худобину Леониду Викторовичу, доктору технических наук, профессору государственного образовательного учреждения высшего профессионального образования «Ульяновский государственный технический университет», руководителю работы, Булыжеву Евгению Михайловичу, кандидату технических наук, заместителю проректора, Горбоконенко Александру Дмитриевичу, кандидату технических наук, ректору, Мишину Валерию Алексеевичу, доктору технических наук, проректору, — работникам того же учреждения; Афанасьеву Владимиру Петровичу, заместителю технического директора акционерного общества "Научно-промышленная компания «Волга-Экопром», Калмыкову Виктору Ивановичу, начальнику управления, Лелькову Виктору Васильевичу, техническому директору, Ромашкину Владимиру Георгиевичу, кандидату технических наук, заместителю генерального директора, — работникам того же акционерного общества; Добындо Михаилу Николаевичу, вице-президенту акционерного общества «АВТОВАЗ», Короткевичу Александру Захаровичу, главному инженеру механосборочного производства того же акционерного общества; Каменскому Эрнесту Алексеевичу, мастеру акционерного общества «Северсталь», Степаненко Владиславу Владимировичу, начальнику производства того же акционерного общества; Качаку Валерию Владимировичу, доктору экономических наук, заместителю начальника управления Министерства образования Российской Федерации; Полянскову Юрию Вячеславовичу, доктору технических наук, ректору государственного образовательного учреждения высшего профессионального образования «Ульяновский государственный университет»; Шаманову Владимиру Анатольевичу, кандидату социологических наук, главе администрации Ульяновской области | за разработку научно-технических основ и создание промышленных комплексов безотходного применения технологических жидкостей при обработке металлов |
| 17.   | Бажанову Владимиру Михайловичу, генеральному директору акционерного общества «Ивановский завод тяжелого станкостроения», руководителю работы, Баланцеву Александру Кузьмичу, Рысину Льву Владимировичу, начальникам цехов, Кучмию Валерию Витальевичу, главному технологу, Новикову Сергею Ивановичу, главному инженеру, — работникам того же акционерного общества; Григорьеву Сергею Николаевичу, доктору технических наук, заведующему кафедрой государственного образовательного учреждения высшего профессионального образования "Московский государственный технологический университет «Станкин», Соломенцеву Юрию Михайловичу, члену-корреспонденту Российской академии наук, ректору того же учреждения; Гурычеву Станиславу Евгеньевичу, генеральному директору акционерного общества «Станкосистема», Кохомскому Михаилу Васильевичу, заместителю заведующего отделом, Тимакову Владимиру Дмитриевичу, заведующему сектором, Чайкину Владимиру Михайловичу, заведующему отделом, — работникам того же акционерного общества; Касьяненко Александру Сергеевичу, заместителю руководителя департамента Министерства промышленности, науки и технологий Российской Федерации, Митину Сергею Герасимовичу, доктору экономических наук, заместителю Министра промышленности, науки и технологий Российской Федерации; Ломоскову Валентину Сергеевичу (посмертно) | за разработку и организацию серийного производства высокопроизводительного металлорежущего оборудования для высокоскоростной обработки сверхсложных корпусных деталей |
| 18.   | Щекину Константину Ивановичу, доктору технических наук, начальнику отдела федерального государственного унитарного предприятия «Всероссийский научно-исследовательский институт технической физики и автоматизации», руководителю работы, Березкину Виктору Викторовичу, кандидату технических наук, ведущему научному сотруднику, Завелеву Виталию Зиновьевичу, начальнику группы, Колоскову Сергею Алексеевичу, начальнику лаборатории, Родионову Владиславу Юрьевичу, старшему научному сотруднику, — работникам того же предприятия; Буянову Сергею Анатольевичу, главному инженеру акционерного общества «Южполиметалл-Холдинг», Забельскому Валерию Константиновичу, кандидату геолого-минералогических наук, исполнительному директору — первому заместителю директора, Сазонову Андрею Гаврииловичу, кандидату технических наук, директору, — работникам того же акционерного общества; Игнатьеву Олегу Валентиновичу, кандидату технических наук, научному руководителю лаборатории государственного образовательного учреждения высшего профессионального образования «Уральский государственный технический университет — УПИ»; Коростелеву Алексею Борисовичу, доктору технических наук, главному специалисту Министерства Российской Федерации по атомной энергии; Крутских Виктору Алексеевичу, кандидату технических наук, заместителю председателя Государственного таможенного комитета Российской Федерации, Ухлинову Леониду Михайловичу, доктору технических наук, начальнику управления того же Комитета; Хусаинову Абдурахману Хусаиновичу, кандидату физико-математических наук, заведующему отделом государственного учреждения «Петербургский институт ядерной физики имени Б. П. Константинова» Российской академии наук; Яковлеву Николаю Егоровичу, доктору физико-математических наук, генеральному директору федерального государственного унитарного предприятия «Центральный научно-исследовательский институт управления, экономики и информации Минатома России»; Вайгачеву Александру Аркадьевичу, кандидату технических наук (посмертно) | за разработку, организацию производства и внедрение в практику ядерно-физических комплексов экспрессного многоэлементного анализа веществ и материалов |
| 19.   | Зброжеку Юрию Михайловичу, кандидату технических наук, первому заместителю генерального директора — генеральному конструктору федерального государственного унитарного предприятия «Конструкторское бюро транспортного машиностроения», руководителю работы, Богомолову Алексею Александровичу, кандидату технических наук, Макарычеву Василию Геннадиевичу, заместителям генерального конструктора, Маскову Александру Владиславовичу, заместителю главного конструктора, Наумову Станиславу Андреевичу, начальнику подразделения, Шилову Льву Александровичу, начальнику отдела, — работникам того же предприятия; Воробьеву Сергею Николаевичу, Дядькину Анатолию Александровичу, кандидату технических наук, начальникам отделов акционерного общества «Ракетно-космическая корпорация „Энергия“ имени С. П. Королева», Легостаеву Виктору Павловичу, члену-корреспонденту Российской академии наук, вице-президенту — первому заместителю генерального конструктора, Либерману Валентину Владимировичу, главному специалисту, Мартыновскому Аркадию Леонидовичу, первому вице-президенту, Чекину Николаю Ивановичу, вице-президенту, Шорину Александру Николаевичу, заместителю руководителя научно-технического центра — заместителю директора программы, — работникам того же акционерного общества; Кудрявцеву Виктору Викторовичу, кандидату технических наук, заместителю начальника центра федерального государственного унитарного предприятия «Центральный научно-исследовательский институт машиностроения»; Серебренникову Андрею Викторовичу, заместителю председателя правления акционерного общества "Акционерный банк «Содействие общественным инициативам» | за создание стартового и технологического оборудования ракетно-космического комплекса «Морской старт» |
| 20.   | Трифонову Юрию Валерьевичу, доктору технических наук, заместителю генерального директора — главному конструктору федерального государственного унитарного предприятия «Научно-производственное предприятие — Всероссийский научно-исследовательский институт электромеханики с заводом имени А. Г. Иосифьяна», руководителю работы, Акопову Георгию Арменаковичу, Мирошнику Олегу Митрофановичу, кандидатам технических наук, Чуткерашвили Георгию Даниловичу, начальникам отделов, Сальковскому Феликсу Маркусовичу, заместителю генерального директора — директору завода, Устинову Юрию Николаевичу, ведущему инженеру-конструктору, Чуркину Льву Николаевичу, начальнику конструкторского бюро, — работникам того же предприятия; Беляеву Виктору Павловичу, начальнику отдела федерального государственного унитарного предприятия «Научно-исследовательский институт электромеханики», Салихову Рашиту Салиховичу, кандидату технических наук, Самарскому Станиславу Юрьевичу, заместителям генерального директора, Танаеву Матвею Яковлевичу, кандидату технических наук, начальнику лаборатории, — работникам того же предприятия; Белову Александру Оттовичу, начальнику отдела Российского авиационно-космического агентства; Богданову Анатолию Владимировичу, кандидату физико-математических наук, начальнику отдела Министерства промышленности, науки и технологий Российской Федерации; Егорову Борису Георгиевичу, начальнику группы федерального государственного унитарного предприятия «Российский научно-исследовательский институт космического приборостроения»; Федченко Николаю Дмитриевичу, генеральному директору акционерного общества «Новатор» | за создание и внедрение унифицированных спутниковых платформ для космических аппаратов дистанционного зондирования Земли и атмосферы |
| 21.   | Сергееву Станиславу Петровичу, доктору технических наук, заместителю директора — начальнику управления акционерного общества «Научно-исследовательский и проектный институт азотной промышленности и продуктов органического синтеза», руководителю работы, Кальнеру Вениамину Давыдовичу, доктору технических наук, президенту акционерного общества, Кузнецову Леону Дмитриевичу, Полевому Александру Сергеевичу, кандидатам технических наук, заведующим лабораториями, Никифорову Фаддею Фаддеевичу, начальнику отдела, Подольскому Игорю Иосифовичу, кандидату технических наук, ведущему научному сотруднику, Рубинчику Аркадию Фимовичу, исполнительному директору — директору института, — работникам того же акционерного общества; Антонову Ивану Николаевичу, первому заместителю председателя совета директоров акционерного общества «Акрон», Иванову Валерию Анатольевичу, генеральному директору того же акционерного общества; Лозгачеву Виктору Семеновичу, техническому директору — главному инженеру акционерного общества «Аромасинтез», Мусаеву Лечи Хасмагомедовичу, председателю совета директоров того же акционерного общества; Новосельцеву Владимиру Николаевичу, кандидату технических наук, советнику на общественных началах первого заместителя Министра промышленности, науки и технологий Российской Федерации | за создание и внедрение интенсифицированной технологии синтеза аммиака на базе новых высокоактивных катализаторов и оптимизации аппаратурного оформления тепломассообменных процессов |
| 22.   | Келиной Розе Петровне, кандидату технических наук, начальнику отделения государственного научного центра Российской Федерации — федерального государственного унитарного предприятия "Обнинское научно-производственное предприятие «Технология», руководителю работы, Ануфриевой Людмиле Брониславовне, инженеру-конструктору первой категории, Бородай Светлане Прохоровне, кандидату физико-математических наук, начальнику сектора, Выгорке Николаю Михайловичу, помощнику директора опытного завода, Глазковой Наталии Валентиновне, ведущему инженеру, Иванову Александру Ивановичу, наборщику стекла, Каплуновой Алле Михайловне, кандидату химических наук, старшему научному сотруднику, Медведскому Виктору Владимировичу, начальнику отдела, Ромашину Александру Гаврииловичу, доктору технических наук, генеральному директору, Самсонову Вячеславу Ивановичу, кандидату технических наук, заместителю начальника отделения — начальнику лаборатории, Цуканову Виктору Семеновичу, главному инженеру, Челмакову Федору Александровичу, стекловару, — работникам того же центра; Архангельскому Дмитрию Юрьевичу, заместителю генерального директора общества с ограниченной ответственностью «АЭРОКУРС-М», Мамедову Теймуру Фиридуновичу, генеральному директору того же общества | за разработку и внедрение в производство высокопрочных, термостойких, цветных и бесцветных стекол и технологий изготовления светотехнических изделий для авиационно-космической и глубоководной техники, а также аэродромного светосигнального оборудования                                                        |
| 23.   | Бравовой Галине Борисовне, кандидату биологических наук, директору автономной некоммерческой организации "Научно-технический центр «Лекбиотех», руководителю работы, Рышковой Татьяне Михайловне, кандидату технических наук, Тишенкову Петру Ивановичу, кандидату биологических наук, ведущим научным сотрудникам, Удаловой Эмилии Владимировне, кандидату биологических наук, заведующей лабораторией, — работникам той же организации; Аксеновой Ларисе Михайловне, академику Российской академии сельскохозяйственных наук, директору государственного учреждения «Научно-исследовательский институт кондитерской промышленности» Российской академии сельскохозяйственных наук; Ахкозову Леониду Афанасьевичу, генеральному директору акционерного общества «Фирма Комбикорма»; Виноградову Валерию Николаевичу, кандидату сельскохозяйственных наук, директору федерального государственного унитарного предприятия "Экспериментальное хозяйство «Кленово-Чегодаево» Российской академии сельскохозяйственных наук; Иваненко Алексею Александровичу, генеральному директору акционерного общества «Восток»; Кальницкому Борису Дмитриевичу, академику Российской академии сельскохозяйственных наук, директору государственного научного учреждения «Всероссийский научно-исследовательский институт физиологии, биохимии и питания сельскохозяйственных животных» Российской академии сельскохозяйственных наук; Кирилову Михаилу Петровичу, доктору сельскохозяйственных наук, заведующему отделом учреждения «Всероссийский государственный научно-исследовательский институт животноводства Российской академии сельскохозяйственных наук», Крохиной Вере Александровне, доктору сельскохозяйственных наук, главному научному сотруднику того же учреждения; Ленковой Татьяне Николаевне, кандидату сельскохозяйственных наук, ученому секретарю государственного научного учреждения «Всероссийский научно-исследовательский и технологический институт птицеводства» Российской академии сельскохозяйственных наук; Панову Алексею Андреевичу, доктору сельскохозяйственных наук, ведущему научному сотруднику государственного научного учреждения «Всероссийский научно-исследовательский институт кормов имени В. Р. Вильямса» Российской академии сельскохозяйственных наук; Пыховой Светлане Всеволодовне, кандидату технических наук, ведущему научному сотруднику государственного научного учреждения «Всероссийский научно-исследовательский институт пищевой биотехнологии Российской академии сельскохозяйственных наук» | за создание многокомпонентных ферментных препаратов нового поколения для отраслей агропромышленного комплекса |
| 24.   | Гусеву Борису Владимировичу, члену-корреспонденту Российской академии наук, заведующему кафедрой государственного образовательного учреждения высшего профессионального образования «Московский государственный университет путей сообщения Министерства путей сообщения Российской Федерации», руководителю работы; Амочаевой Вере Юрьевне, кандидату химических наук, ведущему научному сотруднику инженерного центра «Югстрой» — филиала федерального государственного унитарного предприятия «Конструкторско-технологическое бюро бетона и железобетона», Блиставцеву Ивану Емельяновичу, заведующему отделом, Киму Николаю Васильевичу, главному инженеру, Кондрашову Григорию Михайловичу, кандидату технических наук, директору, — работникам того же центра; Гуровой Галине Германовне, кандидату технических наук, директору федерального государственного унитарного предприятия «Конструкторско-технологическое бюро бетона и железобетона»; Бабушкину Владимиру Ивановичу, доктору технических наук, заведующему кафедрой Харьковского государственного технического университета строительства и архитектуры; Горячеву Владимиру Петровичу, заместителю технического директора некоммерческой организации "Союз "Концерн «СТЕПС», Ельшину Александру Митрофановичу, вице-президенту той же организации; Жолудову Вильену Семеновичу, кандидату технических наук, ведущему научному сотруднику акционерного общества "Инжиниринговая компания по теплотехническому строительству «Теплопроект»; Смородинскому Якову Гавриловичу, кандидату физико-математических наук, заместителю заведующего отделом государственного учреждения «Институт физики металлов» Уральского отделения Российской академии наук; Степановой Валентине Федоровне, кандидату технических наук, заведующей лабораторией государственного унитарного предприятия «Научно-исследовательский проектно-конструкторский и технологический институт бетона и железобетона»; Файвусовичу Абраму Соломоновичу, доктору технических наук, директору общества с ограниченной ответственностью «Научно-исследовательский и проектный институт реконструкции зданий и сооружений»; Чернякову Андрею Валерьевичу, кандидату технических наук, президенту общества с ограниченной ответственностью "Научно-производственное объединение «Космос»; Михальчуку Петру Алексеевичу, кандидату технических наук (посмертно) | за создание эффективных материалов и технологий для защиты бетона и железобетона от коррозии |
| 25.   | Алешину Владимиру Владимировичу, доктору экономических наук, генеральному директору акционерного общества "Олимпийский комплекс «Лужники», руководителю работы; Батуриной Елене Николаевне, президенту акционерного общества «Интеко»; Боосу Виктору Яковлевичу, генеральному директору акционерного общества «Челябинский завод металлоконструкций»; Горпинченко Василию Максимовичу, доктору технических наук, директору государственного унитарного предприятия «Центральный научно-исследовательский институт строительных конструкций имени В. А. Кучеренко»; Фарфелю Михаилу Иосифовичу, старшему научному сотруднику того же предприятия; Кулику Владимиру Юльевичу, генеральному директору акционерного общества "Ассоциация «СТАЛЬКОН»; Кривоносову Станиславу Сергеевичу, генеральному директору акционерного общества «Стальконструкция — Фаст»; Немсицверидзе Генури Александровичу, Новоселецкому Анатолию Климентьевичу, заместителям директора акционерного общества «Моспромстрой»; Оспенникову Александру Георгиевичу, главному архитектору проектов государственного унитарного предприятия г. Москвы "Московский научно-исследовательский и проектный институт объектов культуры, отдыха, спорта и здравоохранения «Моспроект-4»; Рябушкину Александру Павловичу, заместителю директора акционерного общества «Северсталь»; Ханджи Алексею Викторовичу, главному конструктору общества с ограниченной ответственностью «Комплекс строительных услуг»; Микулину Виктору Борисовичу, Ханджи Виктору Викторовичу, кандидатам технических наук (посмертно) | за создание уникального большепролетного покрытия олимпийского стадиона с максимально комфортными условиями для зрителей, удовлетворяющего требованиям международных спортивных федераций |
| 26.   | Пивоварову Виктору Федоровичу, доктору технических наук, директору государственного унитарного предприятия «Академия коммунального хозяйства имени К. Д. Памфилова», руководителю работы; Афанасьевой Антонине Федоровне, кандидату биологических наук, заместителю генерального директора акционерного общества «[[Центральный научно-исследовательский и проектно-экспериментальный институт инженерного оборудования городов, жилых и общественных зданий]]»; Афонину Владимиру Дмитриевичу, кандидату технических наук, заведующему отделом федерального государственного унитарного предприятия «Научно-исследовательский институт санитарной техники», Бершидскому Герману Абрамовичу, кандидату технических наук, ведущему научному сотруднику, Михееву Олегу Павловичу, кандидату технических наук, заместителю директора, Сасину Виталию Ивановичу, кандидату технических наук, заведующему лабораторией, — работникам того же предприятия; Березнеру Александру Сергеевичу, кандидату технических наук, заместителю генерального директора акционерного общества "Научно-производственная фирма «Стройпрогресс — Новый век», Бобковой Вере Степановне, главному специалисту того же акционерного общества; Гришину Александру Петровичу, кандидату технических наук, заведующему лабораторией государственного научного учреждения «Всероссийский научно-исследовательский институт электрификации сельского хозяйства» Российской академии сельскохозяйственных наук, Тихомирову Анатолию Васильевичу, кандидату технических наук, заместителю директора того же учреждения; Громовой Любови Алексеевне, заместителю директора общества с ограниченной ответственностью «Сантоимпекс», Шиповскому Николаю Порфирьевичу, кандидату технических наук, старшему научному сотруднику того же общества; Зелиско Павлу Михайловичу, генеральному директору акционерного общества «Сантехпром», Прижижецкому Семену Ионовичу, заведующему отделом того же акционерного общества; Тарасову Владимиру Михайловичу, кандидату технических наук, директору общества с ограниченной ответственностью «Артис» | за создание и внедрение инженерного оборудования нового поколения для жилых и общественных зданий |
| 27.   | Грачеву Сергею Витальевичу, члену-корреспонденту Российской академии медицинских наук, проректору государственного образовательного учреждения высшего профессионального образования «Московская медицинская академия имени И. М. Сеченова», руководителю работы, Кротовскому Георгию Сергеевичу, доктору медицинских наук, заведующему отделом научно-исследовательского центра, Руденко Татьяне Георгиевне, кандидату медицинских наук, ведущему научному сотруднику того же центра, Шулутко Александру Михайловичу, доктору медицинских наук, заведующему кафедрой, — работникам того же учреждения; Вагапову Андрею Борисовичу, научному сотруднику государственного научного учреждения «[[Научно-исследовательский институт энергетического машиностроения Московского государственного технического университета имени Н. Э. Баумана Министерства образования Российской Федерации]]», Козлову Николаю Павловичу, доктору технических наук, заведующему отделом, Маликову Вадиму Николаевичу, Шарапову Николаю Алексеевичу, кандидатам технических наук, старшим научным сотрудникам, Пекшеву Александру Валерьевичу, кандидату технических наук, заведующему лабораторией, — работникам того же учреждения; Ванину Анатолию Федоровичу, доктору биологических наук, заведующему лабораторией государственного учреждения «Институт химической физики имени Н. Н. Семенова» Российской академии наук; Ефименко Николаю Алексеевичу, доктору медицинских наук, главному хирургу Министерства обороны Российской Федерации, Марахоничу Леониду Александровичу, доктору медицинских наук, главному хирургу медицинской службы Военно-воздушных сил, Хрупкину Валерию Ивановичу, доктору медицинских наук, начальнику Государственного института усовершенствования врачей, — работникам того же Министерства; Кабисову Руслану Казбековичу, Маторину Олегу Владимировичу, кандидатам медицинских наук, старшим научным сотрудникам государственного учреждения науки «Московский научно-исследовательский онкологический институт имени П. А. Герцена» | за разработку и внедрение в медицинскую практику новых лечебных технологий и технических средств на основе использования воздушной плазмы и экзогенного оксида азота |
| 28.   | Одарюк Тамаре Семеновне, доктору медицинских наук, руководителю отделения государственного учреждения «Государственный научный центр колопроктологии Министерства здравоохранения Российской Федерации», руководителю работы, Воробьеву Геннадию Ивановичу, академику Российской академии медицинских наук, директору, Еропкину Павлу Викторовичу, Царькову Петру Владимировичу, докторам медицинских наук, ведущим научным сотрудникам, Кашникову Владимиру Николаевичу, кандидату медицинских наук, Фролову Сергею Алексеевичу, доктору медицинских наук, старшим научным сотрудникам, Рыбакову Евгению Геннадиевичу, кандидату медицинских наук, научному сотруднику, Шелыгину Юрию Анатольевичу, доктору медицинских наук, заместителю директора, — работникам того же учреждения; Барсукову Юрию Андреевичу, доктору медицинских наук, заведующему отделением государственного учреждения «Российский онкологический научный центр имени Н. Н. Блохина» Российской академии медицинских наук, Давыдову Михаилу Ивановичу, члену-корреспонденту Российской академии медицинских наук, директору, Ревякину Вадиму Игоревичу, доктору медицинских наук, ведущему научному сотруднику, — работникам того же учреждения; Нестерову Игорю Валентиновичу, кандидату медицинских наук, заместителю главного врача государственного учреждения здравоохранения «Иркутская государственная областная клиническая больница»; Жукову Борису Николаевичу, доктору медицинских наук, заведующему кафедрой государственного учреждения «Самарский государственный медицинский университет»; Яицкому Николаю Антоновичу, члену-корреспонденту Российской академии медицинских наук, ректору государственного образовательного учреждения «Санкт-Петербургский государственный медицинский университет имени академика И. П. Павлова»; Яновому Валерию Владимировичу, доктору медицинских наук, заведующему кафедрой Амурской государственной медицинской академии | за разработку и реализацию современной стратегии хирургической реабилитации больных в онкопроктологии |
| 29.   | Романову Александру Ивановичу, доктору медицинских наук, главному врачу государственного лечебно-профилактического учреждения «Центр реабилитации» Медицинского центра Управления делами Президента Российской Федерации, руководителю работы, Каллистову Дмитрию Юрьевичу, кандидату медицинских наук, заведующему отделением того же учреждения; Бегиджановой Ольге Николаевне, финансовому аналитику общества с ограниченной ответственностью «ТИКОМ Консалтинг»; Верба Сергею Васильевичу, кандидату технических наук, директору общества с ограниченной ответственностью «Медэлтех»; Гогину Евгению Евгеньевичу, члену-корреспонденту Российской академии медицинских наук, научному руководителю государственного учреждения «Учебно-научный центр» Медицинского центра Управления делами Президента Российской Федерации, Решетняку Виталию Кузьмичу, доктору медицинских наук, директору того же учреждения; Максимовой Тамаре Михайловне, доктору медицинских наук, заведующей отделом государственного учреждения «Научно-исследовательский институт социальной гигиены, экономики и управления здравоохранением имени Н. А. Семашко» Российской академии медицинских наук; Миронову Николаю Павловичу, доктору медицинских наук, главному врачу государственного лечебно-профилактического учреждения «Клиническая больница N 1» Медицинского центра Управления делами Президента Российской Федерации, Романовой Елене Александровне, кандидату психологических наук, врачу того же учреждения; Мишулину Леониду Евгеньевичу, заместителю генерального директора акционерного общества "Научно-производственное предприятие «Исток-Система», Трифонову Михаилу Михайловичу, доктору технических наук, генеральному директору того же акционерного общества; Пантелееву Сергею Николаевичу, генеральному директору общества с ограниченной ответственностью "Медицинская компания «Профилактика, реабилитация, компьютерная грамотность»; Троицкой Наталии Борисовне, кандидату медицинских наук, главному врачу государственного лечебно-профилактического учреждения «Консультативно-диагностическая поликлиника» Медицинского центра Управления делами Президента Российской Федерации; Ястребову Владимиру Михайловичу, заместителю генерального директора Медицинского центра Управления делами Президента Российской Федерации; Вейну Александру Моисеевичу, академику Российской академии медицинских наук (посмертно) | за разработку и внедрение технологий диагностики, лечения и реабилитации больных с расстройствами сна |
| 30.   | Бокерии Леониду Антоновичу, академику Российской академии медицинских наук, генеральному директору государственного учреждения «Научный центр сердечно-сосудистой хирургии имени А. Н. Бакулева» Российской академии медицинских наук, руководителю работы, Асланиди Ираклию Павловичу, доктору медицинских наук, руководителю отдела, Беришвили Илье Иосифовичу, доктору медицинских наук, руководителю лаборатории, Борисову Константину Валентиновичу, Бузиашвили Юрию Иосифовичу, Сигаеву Игорю Юрьевичу, докторам медицинских наук, руководителям отделений, Вахромеевой Маргарите Николаевне, доктору биологических наук, ведущему научному сотруднику, — работникам того же учреждения; Васильцову Виктору Владимировичу, доктору технических наук, начальнику отдела государственного учреждения «Институт проблем лазерных и информационных технологий» Российской академии наук, Зеленову Евгению Викторовичу, старшему научному сотруднику, Ульянову Валерию Андреевичу, кандидату технических наук, заместителю директора, — работникам того же учреждения | за разработку и внедрение трансмиокардиальной лазерной реваскуляризации — метода лечения неоперабельных больных |
| 31.   | Ткаченко Борису Ивановичу, академику Российской академии медицинских наук, директору государственного учреждения «Научно-исследовательский институт экспериментальной медицины» Российской академии медицинских наук, руководителю работы; Алексеевой Людмиле Евгеньевне, кандидату химических наук, директору по качеству общества с ограниченной ответственностью "Научно-технологическая фармацевтическая фирма «Полисан», Борисову Александру Алексеевичу, генеральному директору, Коваленко Алексею Леонидовичу, кандидату химических наук, заместителю генерального директора, Потапову Александру Михайловичу, кандидату фармацевтических наук, директору по производству и развитию, Романцову Михаилу Григорьевичу, доктору медицинских наук, руководителю отдела, — работникам того же общества; Бухарину Олегу Валерьевичу, члену-корреспонденту Российской академии наук, академику Российской академии медицинских наук, директору государственного учреждения «Институт клеточного и внутриклеточного симбиоза» Уральского отделения Российской академии наук; Гинцбургу Александру Леонидовичу, члену-корреспонденту Российской академии медицинских наук, директору государственного учреждения «Научно-исследовательский институт эпидемиологии и микробиологии имени почетного академика Н. Ф. Гамалеи» Российской академии медицинских наук, Григорян Седе Суреновне, доктору медицинских наук, Наровлянскому Александру Наумовичу, доктору биологических наук, руководителям лабораторий, — работникам того же учреждения; Киселеву Олегу Ивановичу, члену-корреспонденту Российской академии медицинских наук, директору государственного учреждения «Научно-исследовательский институт гриппа» Российской академии медицинских наук; Покровскому Вадиму Валентиновичу, академику Российской академии медицинских наук, заместителю директора — руководителю Федерального научно-методического центра по профилактике и борьбе со СПИДом Центрального научно-исследовательского института эпидемиологии Министерства здравоохранения Российской Федерации, Юрину Олегу Геральдовичу, доктору медицинских наук, ведущему научному сотруднику того же центра | за разработку технологии, организацию промышленного выпуска и внедрение в медицинскую практику готовых лекарственных форм нового отечественного препарата «Циклоферон» |
| 32.   | Гамыгину Евгению Алексеевичу, доктору биологических наук, заместителю генерального директора федерального государственного унитарного предприятия «Всероссийский научно-исследовательский институт пресноводного рыбного хозяйства», Мельченкову Евгению Алексеевичу, доктору биологических наук, заведующему лабораторией, Петровой Татьяне Георгиевне, старшему научному сотруднику, — работникам того же предприятия; Козовковой Надежде Александровне, главному рыбоводу государственного унитарного предприятия «Конаковский завод товарного осетроводства»; Бурцеву Игорю Александровичу, кандидату биологических наук, ведущему научному сотруднику федерального государственного унитарного предприятия «Всероссийский научно-исследовательский институт рыбного хозяйства и океанографии», Крыловой Вере Дмитриевне, кандидату биологических наук, старшему научному сотруднику того же предприятия; Васильевой Лидии Михайловне, доктору сельскохозяйственных наук, директору федерального государственного унитарного предприятия "Научно-производственный центр по осетроводству «БИОС»; Малютину Владимиру Сергеевичу, кандидату биологических наук, главному специалисту Ассоциации рыбохозяйственных предприятий (объединений) внутренних водоемов и аквакультуры; Мамонтову Юрию Павловичу, доктору сельскохозяйственных наук, первому заместителю председателя правления ассоциации «Государственно-кооперативное объединение рыбного хозяйства (Росрыбхоз)»; Подушке Сергею Борисовичу, кандидату биологических наук, заведующему лабораторией государственного учреждения «Центр междисциплинарных исследований по проблемам окружающей среды» Российской академии наук; Поповой Алевтине Александровне, ведущему научному сотруднику федерального государственного унитарного предприятия «Каспийский научно-исследовательский институт рыбного хозяйства»; Усенко Юрию Максимовичу, кандидату биологических наук, президенту акционерного общества «Акватрон»; Чебанову Михаилу Степановичу, доктору биологических наук, заместителю директора — заведующему отделом федерального государственного унитарного предприятия «Краснодарский научно-исследовательский институт рыбного хозяйства»; Смольянову Ивану Ивановичу, Соколову Леониду Ивановичу, кандидатам биологических наук (посмертно) | за разработку научных основ и промышленное внедрение технологий искусственного разведения и товарного выращивания осетровых рыб для производства деликатесной рыбной продукции, восстановления и увеличения их природных запасов                                                                                   |
| 33.   | Кочишу Ивану Ивановичу, доктору сельскохозяйственных наук, профессору федерального государственного образовательного учреждения высшего профессионального образования «Московская государственная академия ветеринарной медицины и биотехнологии имени К. И. Скрябина», руководителю работы, Кармолиеву Рафику Хакимовичу, доктору биологических наук, профессору, Лукичевой Вере Александровне, кандидату биологических наук, Нестерову Валерию Васильевичу, кандидату сельскохозяйственных наук, доцентам, Найденскому Марку Семеновичу, доктору сельскохозяйственных наук, заведующему кафедрой, — работникам того же учреждения; Давыдову Владимиру Михайловичу, кандидату сельскохозяйственных наук, директору государственного научного учреждения «Сибирский научно-исследовательский институт птицеводства» Российской академии сельскохозяйственных наук; Кавтарашвили Алексею Шамиловичу, Лукашенко Валерию Семеновичу, докторам сельскохозяйственных наук, главным научным сотрудникам государственного научного учреждения «Всероссийский научно-исследовательский и технологический институт птицеводства» Российской академии сельскохозяйственных наук; Полякову Геннадию Карповичу, директору сельскохозяйственного производственного кооператива «Птицевод»; Сидоренко Леониду Ивановичу, доктору сельскохозяйственных наук, профессору государственного высшего учебного заведения «Кубанский государственный аграрный университет», Смирнову Сергею Борисовичу, доктору сельскохозяйственных наук, декану, Щербатову Вячеславу Ивановичу, доктору сельскохозяйственных наук, заведующему кафедрой, — работникам того же учреждения; Асрияну Михаилу Аванесовичу, доктору сельскохозяйственных наук (посмертно) | за разработку и усовершенствование ресурсосберегающих и экологически безопасных технологий производства яиц и мяса сельскохозяйственной птицы |
| 34.   | Андрееву Олегу Петровичу, генеральному директору общества с ограниченной ответственностью «Ямбурггаздобыча», Кондратьеву Сергею Дмитриевичу, начальнику лаборатории, Макарову Владимиру Юрьевичу, начальнику филиала управления, Членову Александру Васильевичу, главному инженеру управления, — работникам того же общества; Гимаеву Рагибу Насретдиновичу, доктору технических наук, главному научному сотруднику государственного образовательного учреждения высшего профессионального образования «Башкирский государственный университет», Лобастовой Светлане Александровне, кандидату технических наук, старшему преподавателю, Хабибуллину Ильдусу Лутфурахмановичу, доктору физико-математических наук, профессору, — работникам того же учреждения; Зарубину Сергею Ильичу, кандидату биологических наук, заведующему лабораторией федерального государственного образовательного учреждения высшего профессионального образования «Тюменская государственная сельскохозяйственная академия»; Левинзону Иосифу Липатьевичу, кандидату геолого-минералогических наук, вице-губернатору Ямало-Ненецкого автономного округа; Перепелкину Игорю Борисовичу, кандидату технических наук, советнику департамента Аппарата Правительства Российской Федерации; Ставкину Геннадию Петровичу, доктору технических наук, начальнику управления акционерного общества «Газпром» | за создание и реализацию экологически безопасных технологий освоения газовых месторождений и защиты земель в условиях криолитозоны Крайнего Севера |
| 35.   | Григорьеву Анатолию Ивановичу, академику, директору государственного научного центра Российской Федерации — государственного учреждения «Институт медико-биологических проблем» Российской академии наук, руководителю работы, Буравковой Людмиле Борисовне, доктору медицинских наук, ученому секретарю, Ильину Вячеславу Константиновичу, Павлову Борису Николаевичу, докторам медицинских наук, Синяку Юрию Емельяновичу, доктору технических наук, заведующим отделами, Смирнову Игорю Алексеевичу, кандидату технических наук, заведующему лабораторией, Смолину Владимиру Васильевичу, Солдатову Павлу Эдуардовичу, кандидатам медицинских наук, ведущим научным сотрудникам, Соколову Геннадию Михайловичу, старшему научному сотруднику, Спирькову Павлу Степановичу, начальнику комплекса, — работникам того же центра; Логунову Алексею Тимофеевичу, генеральному директору — главному конструктору акционерного общества "Специальное конструкторское бюро экспериментального оборудования при государственном научном центре Российской Федерации «Институт медико-биологических проблем» Российской академии наук; Новикову Александру Михайловичу, кандидату технических наук, заместителю руководителя департамента Министерства промышленности, науки и технологий Российской Федерации; Макарчуку Николаю Николаевичу, заместителю начальника Управления поисковых и аварийно-спасательных работ Военно-Морского Флота Министерства обороны Российской Федерации; Страковичу Владимиру Васильевичу, начальнику отделения Главного командования внутренних войск Министерства внутренних дел Российской Федерации; Пирогову Николаю Филипповичу (посмертно) | за разработку и внедрение средств и методов обеспечения жизнедеятельности и безопасности человека в изолированных экосистемах с изменённой газовой средой |
| 36.   | Голубеву Ивану Семеновичу, доктору технических наук, профессору государственного образовательного учреждения высшего профессионального образования «Московский авиационный институт (государственный технический университет)», руководителю работы, Афанасьеву Павлу Павловичу, кандидату технических наук, советнику ректората, Матвеенко Александру Макаровичу, академику, ректору, Новикову Владимиру Николаевичу, кандидату технических наук, декану, — работникам того же учреждения; Архангельскому Ивану Ивановичу, кандидату технических наук, главному конструктору акционерного общества «Машиностроительное конструкторское бюро „Факел“ имени академика П. Д. Грушина», Болотову Евгению Георгиевичу, заместителю главного конструктора, Светлову Владимиру Григорьевичу, доктору технических наук, генеральному конструктору, — работникам того же акционерного общества | за учебник «Проектирование зенитных управляемых ракет» (2001 год) |
| 37.   | Зарубину Владимиру Степановичу, доктору технических наук, Крищенко Александру Петровичу, доктору физико-математических наук, заведующим кафедрами государственного образовательного учреждения «Московский государственный технический университет имени Н. Э. Баумана», руководителям работы, Агафонову Сергею Алексеевичу, Волкову Игорю Куприяновичу, Зуеву Сергею Михайловичу, Мартинсону Леониду Карловичу, Павлову Игорю Валериановичу, Печинкину Александру Владимировичу, докторам физико-математических наук, Ванько Вячеславу Ивановичу, Кувыркину Георгию Николаевичу, Тескину Олегу Ивановичу, докторам технических наук, профессорам, Аттеткову Александру Владимировичу, Галкину Сергею Владимировичу, Загоруйко Елене Антоновне, Ивановой Елене Евгеньевне, Морозовой Валентине Дмитриевне, кандидатам технических наук, Белоусову Алексею Ивановичу, Власовой Елене Александровне, Гаврилову Валерию Рудольфовичу, Герман Анне Дмитриевне, Горяинову Владимиру Борисовичу, Ермошиной Олесе Владимировне, Канатникову Анатолию Николаевичу, Малову Юрию Ивановичу, Муратовой Татьяне Владимировне, Ткачеву Сергею Борисовичу, Четверикову Владимиру Николаевичу, кандидатам физико-математических наук, Цветковой Галине Михайловне, доцентам, — работникам того же учреждения; Бочарову Павлу Петровичу, доктору технических наук, заведующему кафедрой государственного образовательного учреждения высшего профессионального образования «Российский университет дружбы народов»; Козлову Николаю Ефимовичу (посмертно) | за серию учебников «Математика в техническом университете» (1996—2001 годы) |
| 38.   | Безелю Якову Владимировичу, доктору технических наук, генеральному директору акционерного общества «Протон+Сервис», руководителю работы, Загайтову Михаилу Иосифовичу, Свечниковой Наталье Валентиновне, главным специалистам, Корниенко Владимиру Васильевичу, первому заместителю генерального директора, Неилко Олегу Борисовичу, Сопрунову Александру Федоровичу, кандидатам технических наук, Щербакову Сергею Георгиевичу, начальникам отделов, — работникам того же акционерного общества; Батехину Сергею Леонидовичу, генеральному директору акционерного общества «Оборонительные системы», Владимирову Уару Ивановичу, заместителю генерального директора — главному инженеру, Родин-Сова Юрию Владимировичу, кандидату военных наук, председателю совета директоров — президенту межгосударственной финансово-промышленной группы, — работникам того же акционерного общества; Блохову Анатолию Вячеславовичу, заместителю начальника отдела государственного учреждения «Пограничный научно-исследовательский испытательный технический центр Федеральной службы безопасности Российской Федерации», Зотову Юрию Михайловичу, доктору технических наук, заместителю начальника центра — начальнику управления, Карасеву Сергею Николаевичу, кандидату технических наук, начальнику центра, — работникам того же учреждения; Катричеву Александру Ивановичу, начальнику управления Пограничной службы Федеральной службы безопасности Российской Федерации; Чулкову Валерию Ильичу, бывшему заместителю начальника департамента — начальнику управления той же службы | за создание и внедрение автоматизированной радиолокационной системы тактического звена «Полоса» |
| 39.   | Абызову Михаилу Анатольевичу, заместителю председателя правления Российского акционерного общества энергетики и электрификации «ЕЭС России», руководителю работы, Вагнеру Андрею Александровичу, начальнику департамента, Зотову Сергею Николаевичу, начальнику отдела, — работникам того же акционерного общества; Лукину Сергею Вениаминовичу, кандидату экономических наук, первому заместителю генерального директора акционерного общества «Центр договоров и расчетов федерального оптового рынка электрической энергии (мощности)» — дочернего общества Российского акционерного общества энергетики и электрификации «ЕЭС России», Мистюковой Надежде Анатольевне, доктору экономических наук, Чернову Дмитрию Павловичу, начальникам департаментов, Хлебникову Владимиру Викторовичу, кандидату экономических наук, генеральному директору, — работникам того же акционерного общества | за разработку и внедрение научных основ управления федеральным оптовым рынком электроэнергии (мощности) |